# Philippe Christanval
Philippe Charles Lucien Christanval (Paris, 31 de agosto de 1978) é um ex-futebolista francês que atuava como zagueiro.

## Títulos
Monaco
- Division 1: 1999–00